# Керла-Юрт
Керла-Юрт (рос. Керла-Юрт) — село у Грозненському районі Чечні Російської Федерації.
Населення становить 1506 осіб. Входить до складу муніципального утворення Побєдинське сільське поселення.

## Історія
Згідно із законом від 20 лютого 2009 року органом місцевого самоврядування є Побєдинське сільське поселення.

## Населення
| 1990 | 2002  | 2010  |
| ---- | ----- | ----- |
| 1138 | ↗1307 | ↗1506 |